# Islas Marshall en los Juegos Olímpicos de París 2024
Las Islas Marshall estuvieron representadas en los Juegos Olímpicos de París 2024 por cuatro deportistas, dos hombres y dos mujeres, que compitieron en tres deportes.
Los portadores de la bandera en la ceremonia de apertura fueron el atleta William Reed y la halterófila Mathlynn Sasser. El equipo olímpico marshalés no obtuvo ninguna medalla en estos Juegos.